# Humbelina z Clairvaux
Humbelina z Clairvaux, również: Humberga, Humbelina z Jully-sur-Sarce (zm. przed 1135) – rodzona siostra św. Bernarda, benedyktynka i przeorysza klasztoru w Jully-sur-Sarce, błogosławiona Kościoła katolickiego.

## Życiorys
Była córką Tecelina z Fontaine i Alety z Montbard. Miał sześciu braci Gwidona, Gerarda, Bernarda, Andrzeja, Bartłomieja i Niwarda. Była mężatką i miała kilkoro dzieci. Pewnego dnia udała się do opactwa Clairvaux w Ville-sous-la-Ferté, aby spotkać się z braćmi. Bernard najpierw odmówił, lecz w końcu przyjął siostrę, gdy ta obiecała porzucić życie świeckie. Za zgodą męża, Humbelina wstąpiła do klasztoru w Jully-sur-Sarce (niem. Kloster von Jully-sur-Sarce), w którym później została przeoryszą.
Zmarła przed 1135 rokiem, mając 43 lata, w opinii świętości.
Humbelinę beatyfikował papież Klemens XIII w 1763 roku.
Jej wspomnienie liturgiczne obchodzone jest 12 lutego lub 21 sierpnia.